# Science-Fiction-Jahr 1895
Übersicht

◄◄ | ◄ | 1891 | 1892 | 1893 | 1894 | Science-Fiction-Jahr 1895 | 1896 | 1897 | 1898 | 1899 | ► | ►►

Weitere Ereignisse

## Neuerscheinungen Literatur
| Deutscher Titel         | Deutschsprachiges Erscheinungsjahr | Originaltitel     | Autor                 | Anmerkungen |
| ----------------------- | ---------------------------------- | ----------------- | --------------------- | --- |
| Aria                    | –                                  | –                 | Otto Henne-Am Rhyn    | |
| Die Aktien des Glücks   | –                                  | –                 | Adalbert von Hanstein | |
| Die Osterinsel          | –                                  | –                 | Adolf von Wilbrandt   | |
| Die Propellerinsel      | 1895                               | L’Île à hélice    | Jules Verne           | |
| Die rote Tinktur        | –                                  | –                 | Richard Nordhausen    | |
| Die Zeitmaschine        |                                    | The Time Machine  | H. G. Wells           | ist die erste literarische Beschreibung einer Zeitreise in die Zukunft, die mittels einer Zeitmaschine bewerkstelligt wird |
| Entrückt in die Zukunft | –                                  | –                 | Theodor Hertzka       | |
| Germania triumphans!    | –                                  | –                 | Karl Kaerger          | |
| In purpurner Finsterniß | –                                  | –                 | Michael Georg Conrad  | |
| Maschinen               | –                                  | –                 | Konrad Alberti        | |
|                         |                                    | The Crack of Doom | Robert Cromie         | |

## Neuerscheinungen Filme
| Deutscher Titel | Deutschsprachiges Erscheinungsjahr | Originaltitel         | Regie                     | Anmerkungen |
| --------------- | ---------------------------------- | --------------------- | ------------------------- | ----------- |
|                 |                                    | Charcuterie mécanique | Auguste und Louis Lumière |             |

## Geboren
- Hans Flesch-Brunningen († 1981)
- Felix Gasbarra († 1985)
- Louis Golding († 1958)
- Robert Graves († 1985)
- Werner Illing († 1979)
- Ernst Jünger († 1998)
- Norman L. Knight († 1972)
- Richard Koch († 1970)
- Wolfgang Marken (Pseudonym von Fritz Mardicke; † 1966)
- Felix Oder († 1968)
- Nathan Schachner († 1955)
- George R. Stewart († 1980)
- Max Valier († 1930)